# Khevenhüller

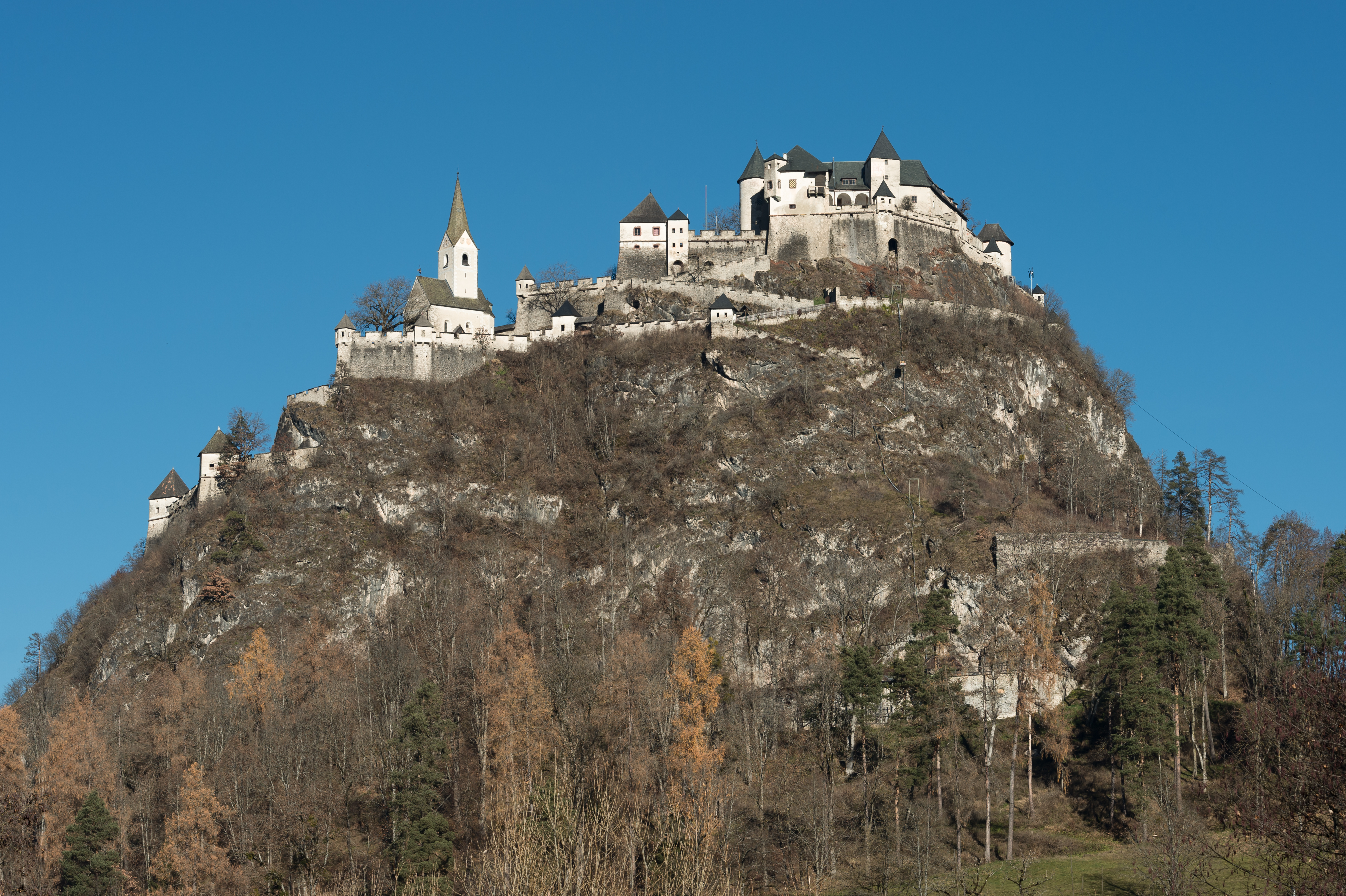
Burg Hochosterwitz

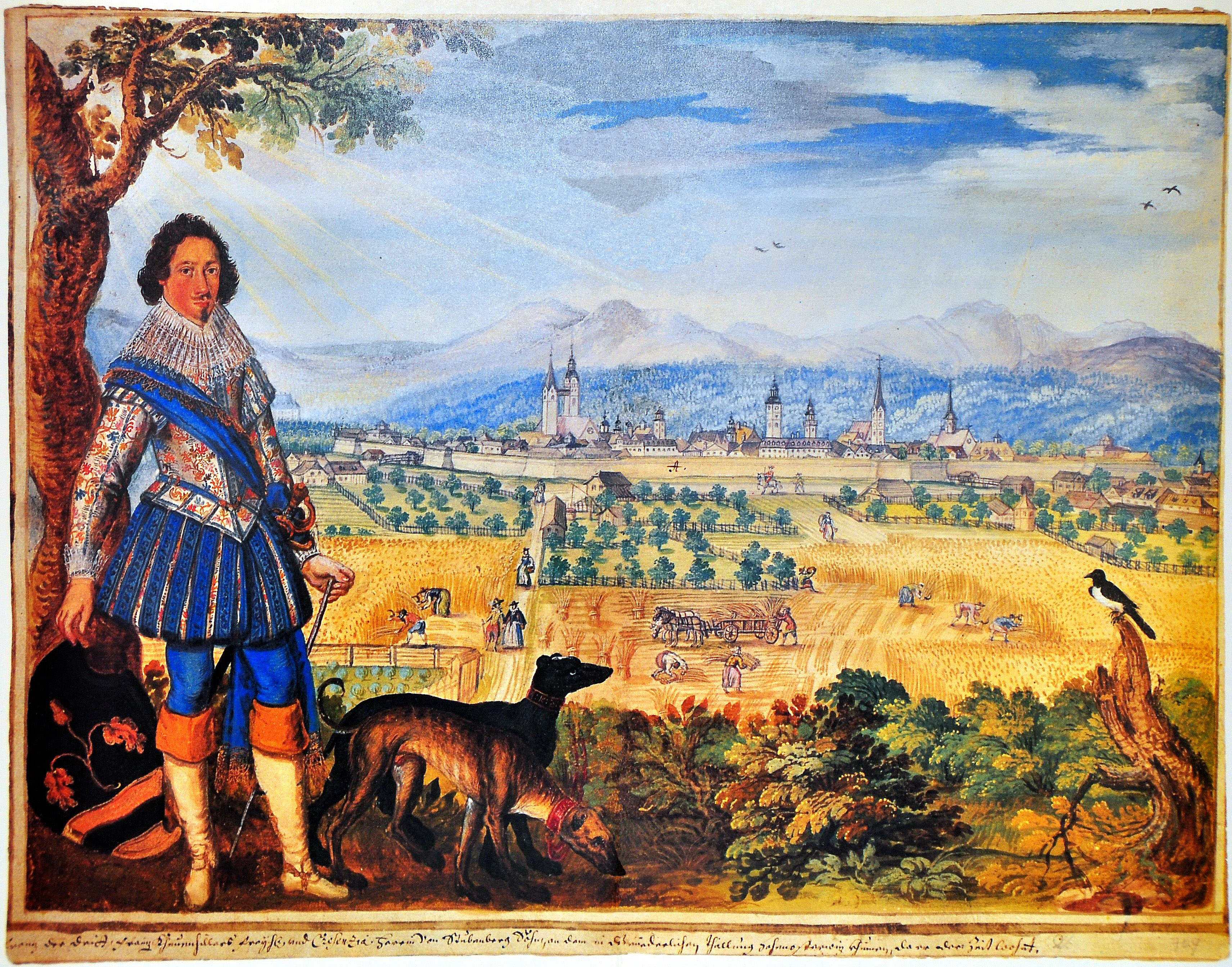
Frans III Khevenhüller voor de poorten van Klagenfurt, ca. 1615.

Khevenhüller is een hoogadellijke familie in Karinthië.
De familie komt oorspronkelijk uit Franken. Omstreeks 1080 vestigde vrijheer Richard I zich in Karinthië. In 1519 deelde de familie zich in een Oostenrijkse en een Karinthische tak.

## Oostenrijkse tak
Deze in 1519 ontstane tak verwierf in 1593 de titel rijksgraaf van Frankenberg. In 1817 stierf de familie in mannelijke lijn uit.

## Karinthische tak
Sinds 13 maart 1564 zijn de vrijheren erfelijk groot-drost van het hertogdom Karinthië. Op 16 oktober 1566 werden zij verheven tot vrijheer van het Heilige Roomse Rijk. Vanaf 1571 (tot heden) zijn leden van het geslacht eigenaren van Burg Hochosterwitz en noemden de vrijheren zich van Khevenhüller-Hochosterwitz. Op 23 juli 1673 werden ze in de Oostenrijkse gravenstand verheven en op 6 januari 1725 traden ze toe tot de gravenstand van het Heilige Roomse Rijk. In 1731 verwierven de graven het graafschap Hardegg in Neder-Oostenrijk. Dit graafschap was in de middeleeuwen rijksvrij geweest, maar al in 1483 bij Oostenrijk ingelijfd.
Op 24 oktober 1737 werden de graven toegelaten tot de bank van de Zwabische rijksgraven in de Rijksdag. Omdat de graven geen gebied bezaten dat rijksvrij was, maakten ze als personalist deel uit van de Rijksdag.
Op 11 maart 1751 namen de graven de naam Khevenhüller-Metsch aan. Op 30 december 1763 werden ze tot rijksvorst verheven.

## Enkele telgen
Franz 4e Fürst von Khevenhüller-Metsch (1762-1837), generaal-majoor
- Richard 5e Fürst von Khevenhüller-Metsch (1813-1877), natuuronderzoeker
  - Karl 6e Fürst von Khevenhüller-Metsch (1839-1905)
  - Sigmund Graf von Khevenhüller-Metsch (1841-1879)
    - Anton Sigismund 7e Fürst von Khevenhüller-Metsch (1873-1945)
- Othmar Graf von Khevenhüller-Metsch (1819-1890)
  - Alfred Graf von Khevenhüller-Metsch (1852-1911), ritmeester
    - Franz 8e Fürst von Khevenhüller-Metsch (1889-1977)
      - Max 9e Fürst von Khevenhüller-Metsch (1919-2010)
        - Johannes 10e Fürst von Khevenhüller-Metsch (1956)